# Nobby Stiles
Norbert Peter Stiles MBE (18. května 1942, Manchester, Spojené království – 30. října 2020) byl anglický fotbalový záložník.
Hrál za Manchester United, s anglickou fotbalovou reprezentací vyhrál mistrovství světa ve fotbale 1966, kde nastoupil ve všech zápasech. Stiles vynikl jako důrazný defenzivní záložník s mimořádnou kondicí a přehledem. Na hřišti byl nepřehlédnutelný i tím, že měřil pouhých 168 cm, chyběly mu vlasy a zuby (nosil protézu, kterou před zápasem odkládal).
Nastoupil také na mistrovství Evropy ve fotbale 1968, na mistrovství světa ve fotbale 1970 byl nominován, ale na trávník se nakonec nedostal. Pomohl také Anglii ke třem výhrám v British Home Championship. Celkem odehrál 28 reprezentačních zápasů, jediný gól vstřelil v únoru 1966 v přípravnému utkání proti západnímu Německu. S Manchesterem získal dva ligové tituly (1965 a 1967) a FA Cup v roce 1963, v roce 1968 vyhrál Pohár mistrů evropských zemí.
Po skončení kariéry působil jako trenér v klubech Preston North End, Vancouver Whitecaps a West Bromwich Albion. S manželkou Kay, která je sestrou jeho spoluhráče Johnnyho Gilese, má tři děti (syn John Stiles hrával v osmdesátých letech za Shamrock Rovers a Leeds United). V roce 2010 kvůli finanční nouzi prodal svoji zlatou medaili z MS (vydražila se za 160 000 liber, vedení Manchesteru United ji potom odkoupilo za 200 000). Vydal vzpomínkovou knihu After the Ball.